# Vira (Pyrénées-Orientales)
Pour les articles homonymes, voir Vira.
Vira  est une commune française, située dans le nord du département des Pyrénées-Orientales en région Occitanie. Ses habitants sont appelés les Virains. Sur le plan historique et culturel, la commune est dans le Fenouillèdes, une dépression allongée entre les Corbières et les massifs pyrénéens recouvrant la presque totalité du bassin de l'Agly.
Exposée à un climat océanique altéré, elle est drainée par la Matassa, la rivière de Boucheville. La commune possède un patrimoine naturel remarquable : un site Natura 2000 (le « pays de Sault ») et une zone naturelle d'intérêt écologique, faunistique et floristique.
Vira est une commune rurale qui compte 28 habitants en 2022, après avoir connu un pic de population de 174 habitants en 1836.  Ses habitants sont appelés les Virains ou  Viraines.

## Géographie

### Localisation
La commune de Vira se trouve dans le département des Pyrénées-Orientales, en région Occitanie.
Elle se situe à 40 km à vol d'oiseau de Perpignan, préfecture du département, à 17 km de Prades, sous-préfecture, et à 38 km de Rivesaltes, bureau centralisateur du canton de la Vallée de l'Agly dont dépend la commune depuis 2015 pour les élections départementales.
La commune fait en outre partie du bassin de vie d'Ille-sur-Têt.
Les communes les plus proches sont : 
Fosse (2,5 km), Le Vivier (3,2 km), Fenouillet (3,7 km), Rabouillet (4,7 km), Prats-de-Sournia (4,8 km), Saint-Martin-de-Fenouillet (4,8 km), Sournia (5,2 km), Caudiès-de-Fenouillèdes (5,6 km).
Sur le plan historique et culturel, Vira fait partie du Fenouillèdes, une dépression allongée entre les Corbières et les massifs pyrénéens recouvrant la presque totalité du bassin de l'Agly. Ce territoire est culturellement une zone de langue occitane.

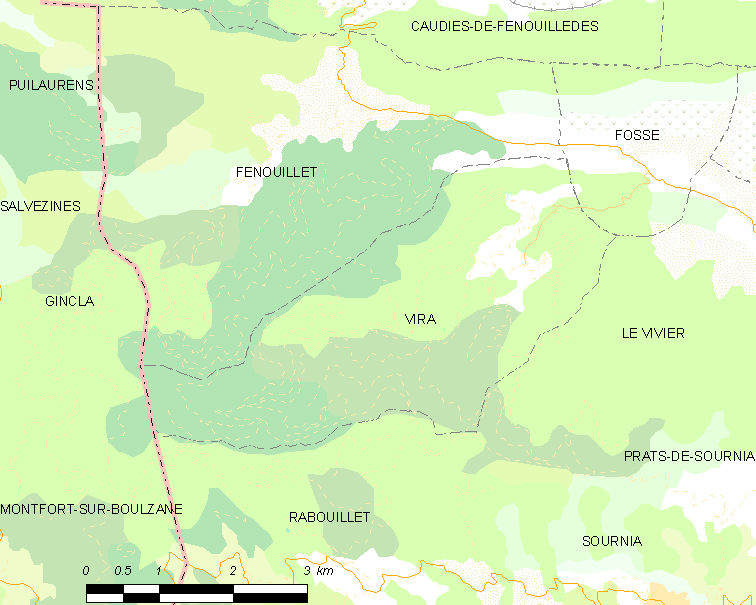
Situation de la commune.

|                              | Fenouillet | Fosse     |
| Gincla (Aude)                | Vira       | Le Vivier |
| Montfort-sur-Boulzane (Aude) | Rabouillet |           |

### Hydrographie
La commune de Vira est traversée par les cours d'eau suivants qui y prennent leur source et coulent du sud-ouest vers le nord-est :
- Rivière de Boucheville ;
- Rec de Vira et ses affluents.

Ces deux rivières confluent sur le territoire de la commune limitrophe de Fosse pour former la Matassa, qui conflue elle-même plus loin dans la Désix.

### Climat
Pour des articles plus généraux, voir Climat de l'Occitanie et Climat des Pyrénées-Orientales.
En 2010, le climat de la commune est de type climat méditerranéen altéré, selon une étude du CNRS s'appuyant sur une série de données couvrant la période 1971-2000. En 2020, Météo-France publie une typologie des climats de la France métropolitaine dans laquelle la commune est exposée à un climat de montagne ou de marges de montagne et est dans la région climatique Pyrénées orientales, caractérisée par une faible pluviométrie, un très bon ensoleillement (2 600 h/an), un air sec, particulièrement en hiver et peu de brouillards.
Pour la période 1971-2000, la température annuelle moyenne est de 11,9 °C, avec une amplitude thermique annuelle de 14,8 °C. Le cumul annuel moyen de précipitations est de 862 mm, avec 8,1 jours de précipitations en janvier et 4,8 jours en juillet. Pour la période 1991-2020, la température moyenne annuelle observée sur la station météorologique la plus proche, située sur la commune de Saint-Paul-de-Fenouillet à 9 km à vol d'oiseau, est de 14,7 °C et le cumul annuel moyen de précipitations est de 765,9 mm,. Pour l'avenir, les paramètres climatiques de la commune estimés pour 2050 selon différents scénarios d'émission de gaz à effet de serre sont consultables sur un site dédié publié par Météo-France en novembre 2022.

### Milieux naturels et biodiversité

#### Réseau Natura 2000

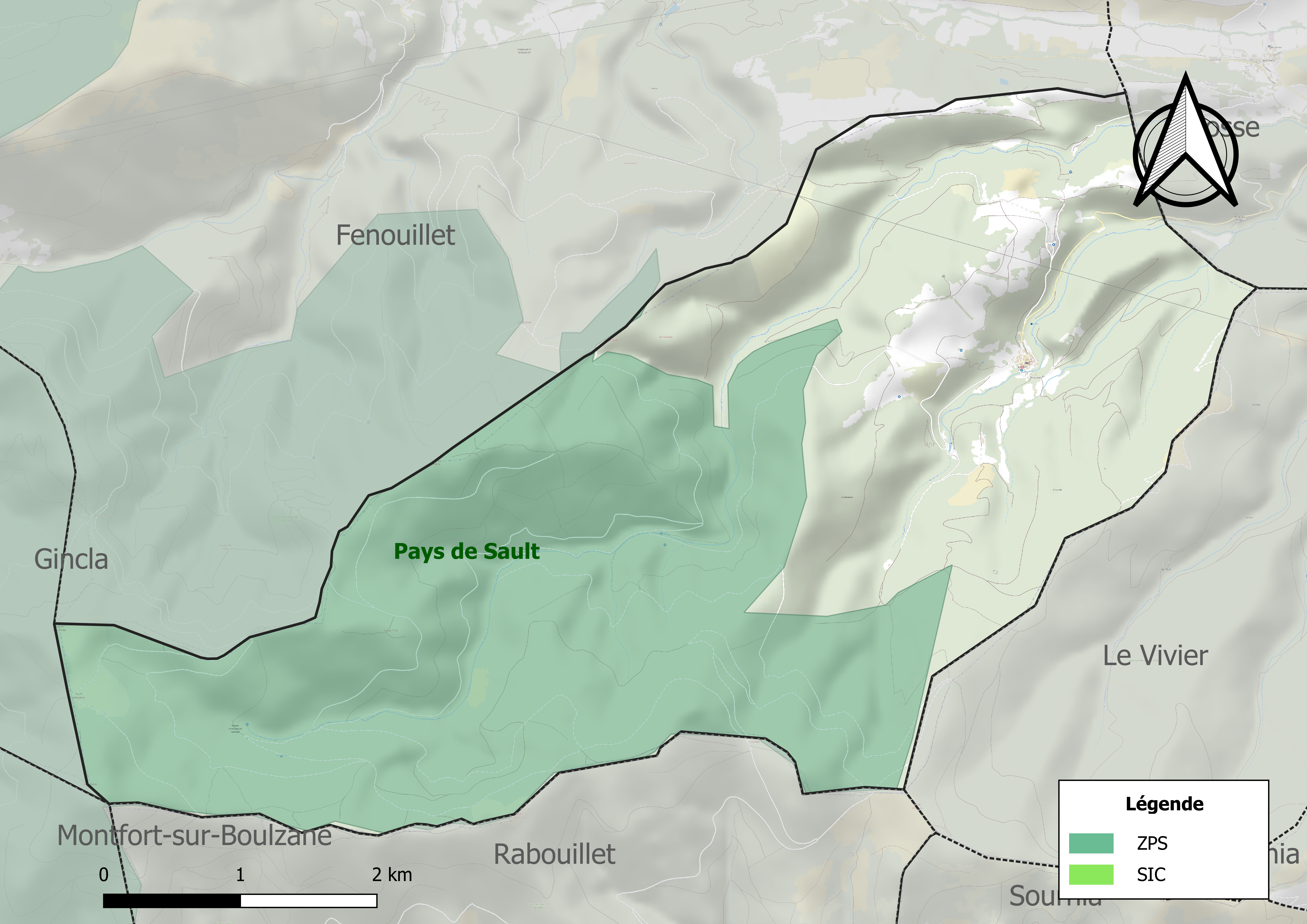
Sites Natura 2000 sur le territoire communal.

Le réseau Natura 2000 est un réseau écologique européen de sites naturels d'intérêt écologique élaboré à partir des directives habitats et oiseaux, constitué de zones spéciales de conservation (ZSC) et de zones de protection spéciale (ZPS).
Un site Natura 2000 a été défini sur la commune au titre  de la directive oiseaux : 0, d'une superficie de 71 499 ha, présente une grande diversité d'habitats pour les oiseaux. On y rencontre donc aussi bien les diverses espèces de rapaces rupestres, en particulier les vautours dont les populations sont en augmentation, que les passereaux des milieux ouverts (bruant ortolan, alouette lulu) et des espèces forestières comme le pic noir.

#### Zones naturelles d'intérêt écologique, faunistique et floristique

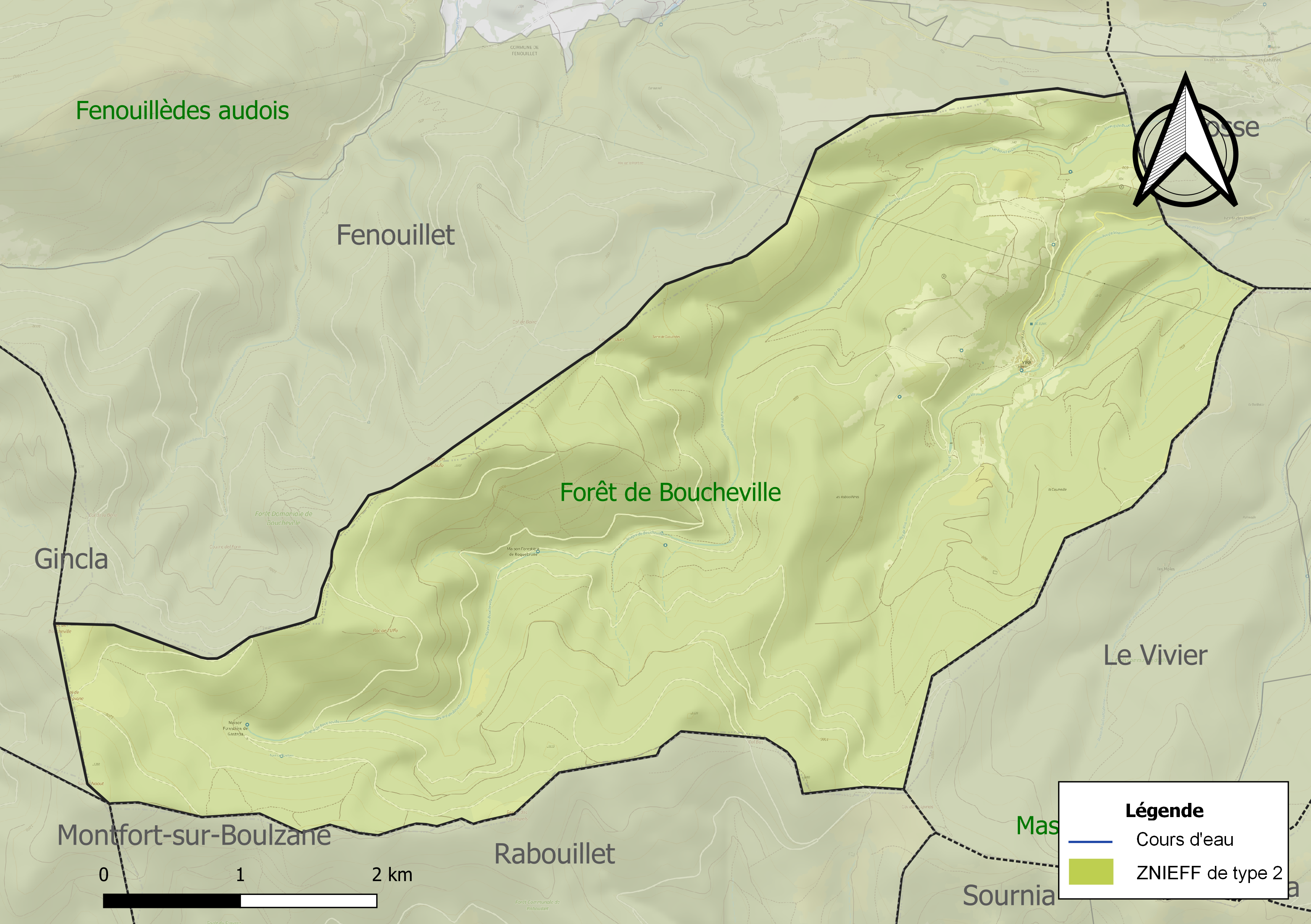
Carte de la ZNIEFF de type 2 localisée sur la commune.

L’inventaire des zones naturelles d'intérêt écologique, faunistique et floristique (ZNIEFF) a pour objectif de réaliser une couverture des zones les plus intéressantes sur le plan écologique, essentiellement dans la perspective d’améliorer la connaissance du patrimoine naturel national et de fournir aux différents décideurs un outil d’aide à la prise en compte de l’environnement dans l’aménagement du territoire.
Une ZNIEFF de type 2 est recensée sur la commune :
la « forêt de Boucheville » (4 928 ha), couvrant 8 communes dont deux dans l'Aude et six dans les Pyrénées-Orientales.

## Urbanisme

### Typologie
Au 1er janvier 2024, Vira est catégorisée commune rurale à habitat très dispersé, selon la nouvelle grille communale de densité à sept niveaux définie par l'Insee en 2022.
Elle est située hors unité urbaine et hors attraction des villes,.

### Occupation des sols
L'occupation des sols de la commune, telle qu'elle ressort de la base de données européenne d’occupation biophysique des sols Corine Land Cover (CLC), est marquée par l'importance des forêts et milieux semi-naturels (92,4 % en 2018), une proportion identique à celle de 1990 (92,4 %). La répartition détaillée en 2018 est la suivante : 
forêts (92,4 %), prairies (6,7 %), zones agricoles hétérogènes (0,9 %). L'évolution de l’occupation des sols de la commune et de ses infrastructures peut être observée sur les différentes représentations cartographiques du territoire : la carte de Cassini (XVIIIe siècle), la carte d'état-major (1820-1866) et les cartes ou photos aériennes de l'IGN pour la période actuelle (1950 à aujourd'hui).

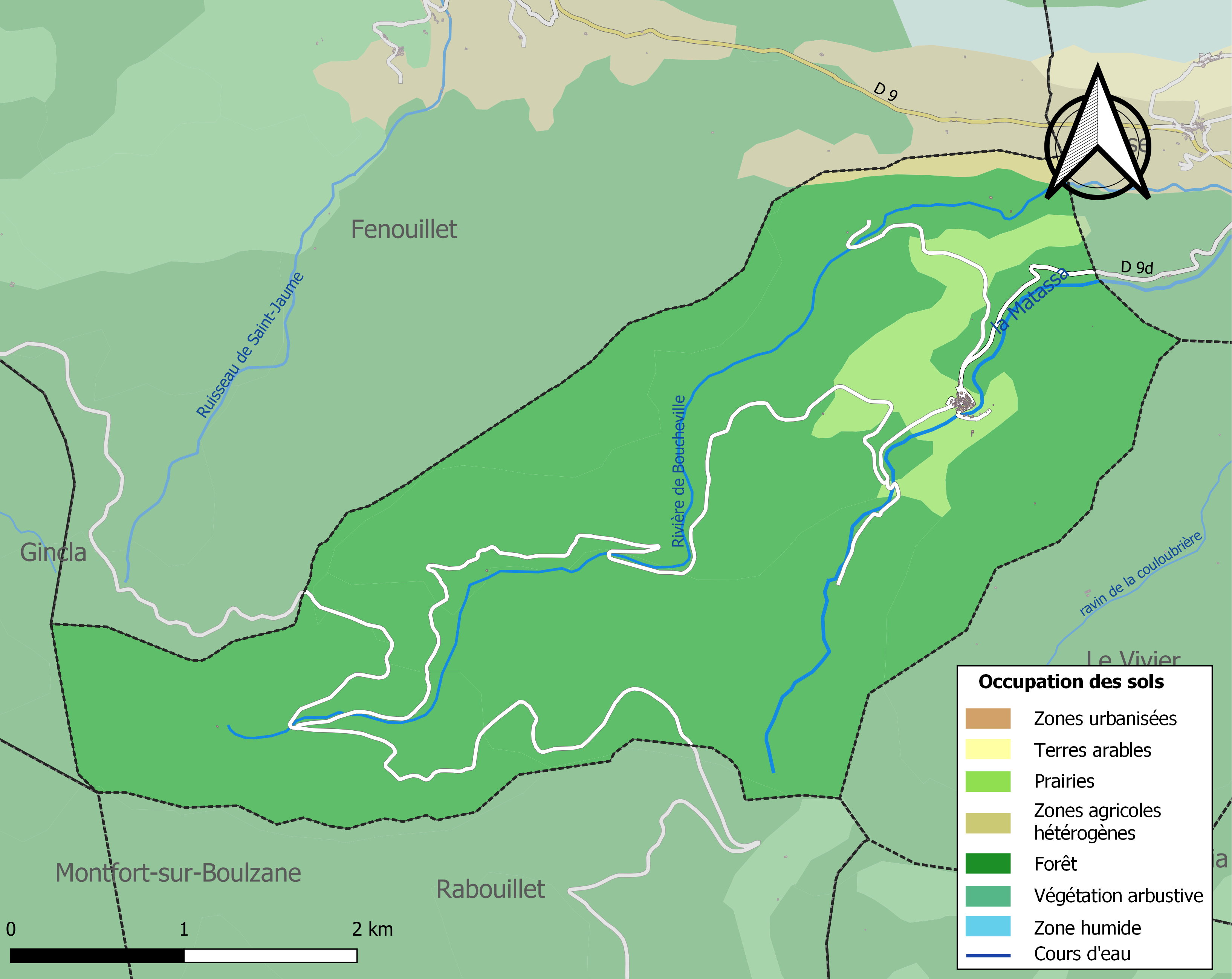
Carte des infrastructures et de l'occupation des sols de la commune en 2018 (CLC).

### Voies de communication et transports
La principale voir d'accès à Vira est la route départementale D9d. Celle-ci se détache du segment de la route départementale D9 entre Fosse et Le Vivier pour se diriger vers le sud-ouest en direction du village, où elle se termine.

### Risques majeurs
Le territoire de la commune de Vira est vulnérable à différents aléas naturels : inondations, climatiques (grand froid ou canicule), feux de forêts, mouvements de terrains et séisme (sismicité modérée),.
Certaines parties du territoire communal sont susceptibles d’être affectées par le risque d’inondation par crue torrentielle de cours d'eau du bassin de l'Agly.
Les mouvements de terrains susceptibles de se produire sur la commune sont soit des glissements de terrains, soit des chutes de blocs, soit des effondrements liés à des cavités souterraines. L'inventaire national des cavités souterraines permet par ailleurs de localiser celles situées sur la commune

## Toponymie

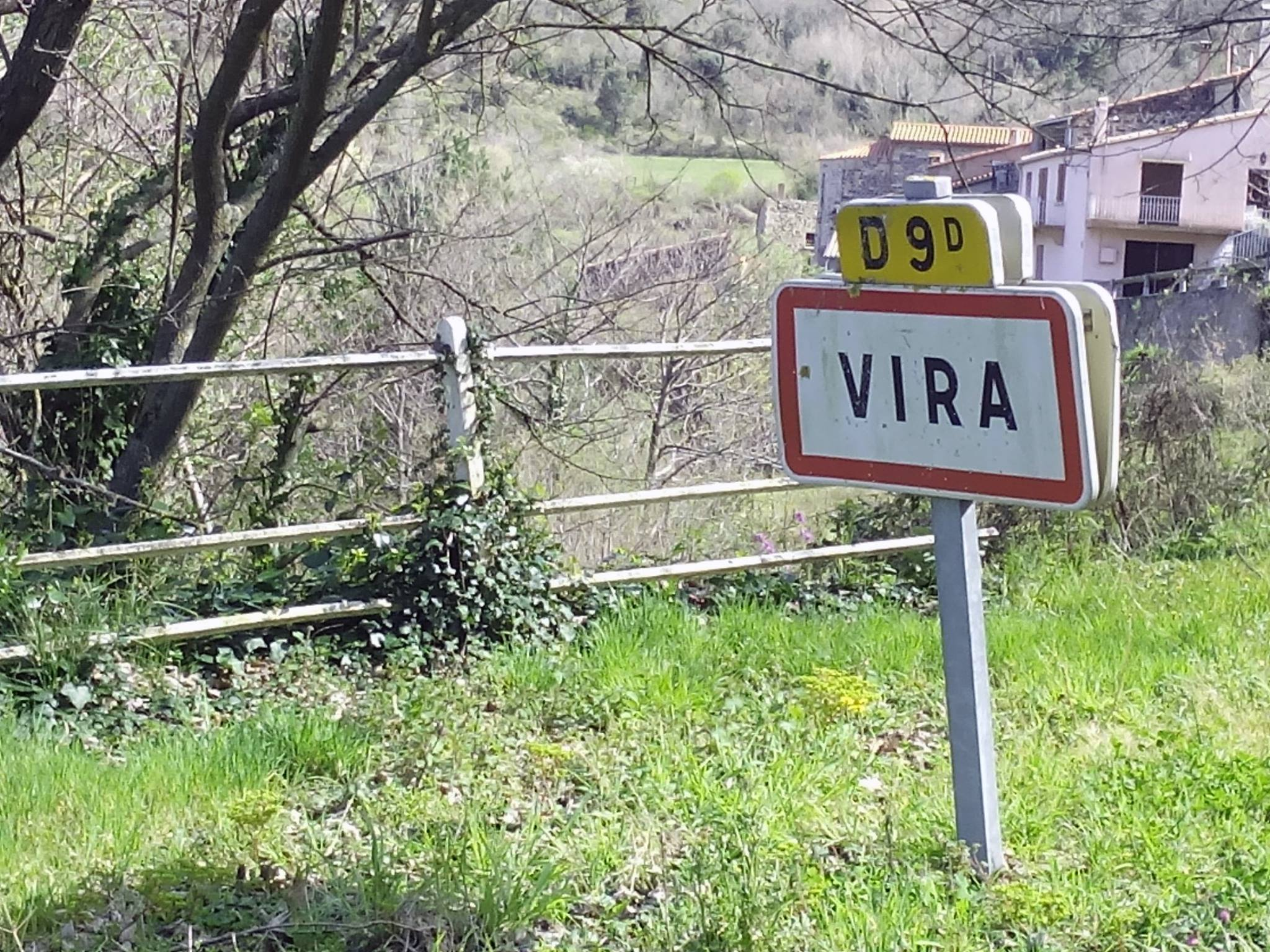
Panneau d'entrée de Vira.

En occitan, le nom de la commune est Viran, en catalan, Virà. Vira se situe dans la zone linguistique occitane, où la voyelle "u" est prononcée [y] et non [u], ce qui est un fait reconnu par les chercheurs, occitanistes comme catalanistes.
Le nom de Vira apparaît pour la première fois en 1011, sous la forme de Virano.

## Histoire
Le territoire de Vira fait partie de la vicomté de Fenouillèdes de 874 jusqu'en 1261.
La première mention de Vira date de 1011 et concerne un alleu en ce lieu attribué à l'abbaye Saint-Michel de Cuxa par le pape Serge IV. Le village compte 8 foyers en 1367. Au XVe siècle, les seigneuries de Vira et de Perles (un hameau aujourd'hui disparu sur la commune voisine de Fosse) appartiennent à la famille du Vivier.

## Politique et administration

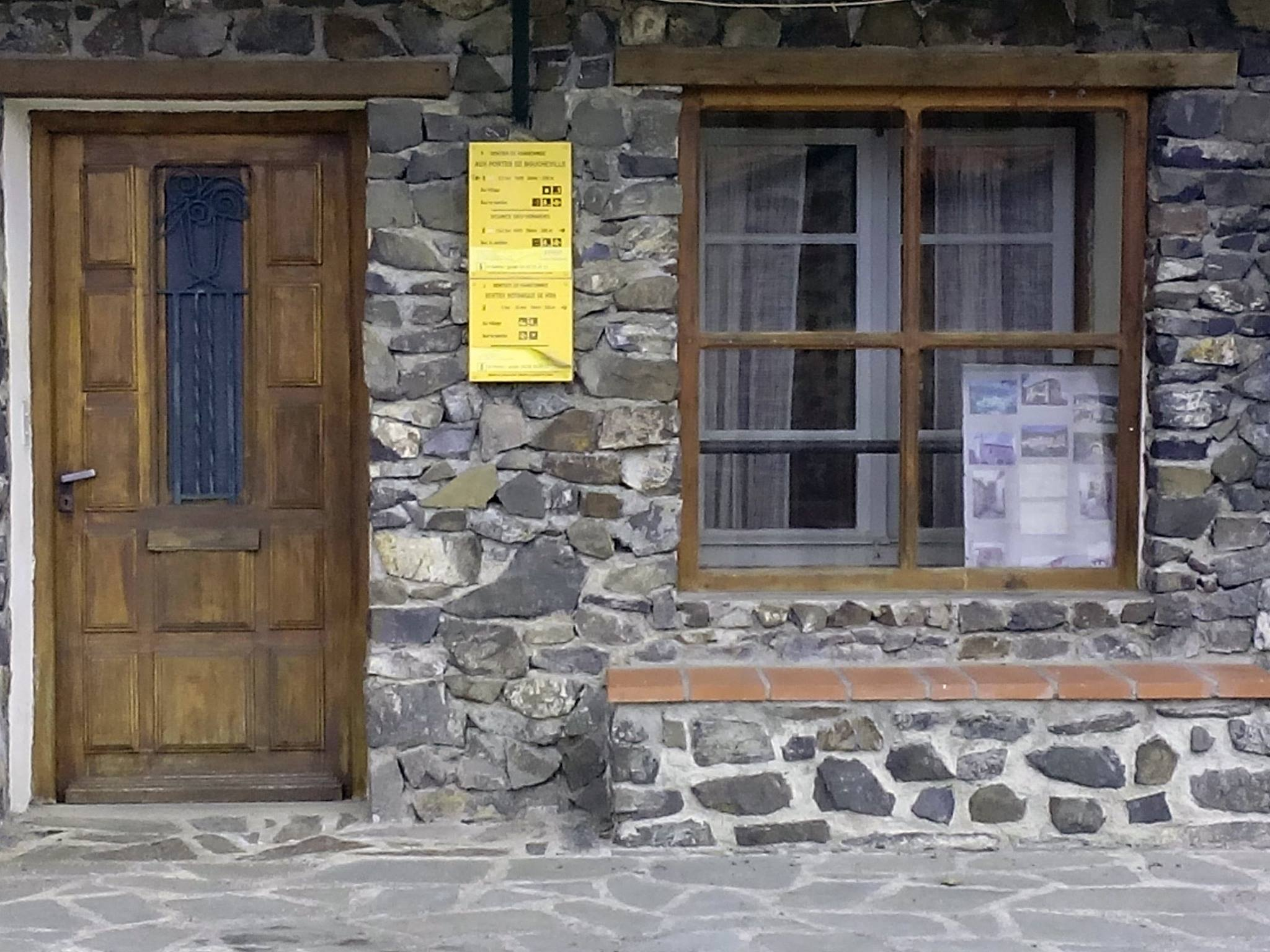
L'ancienne mairie.

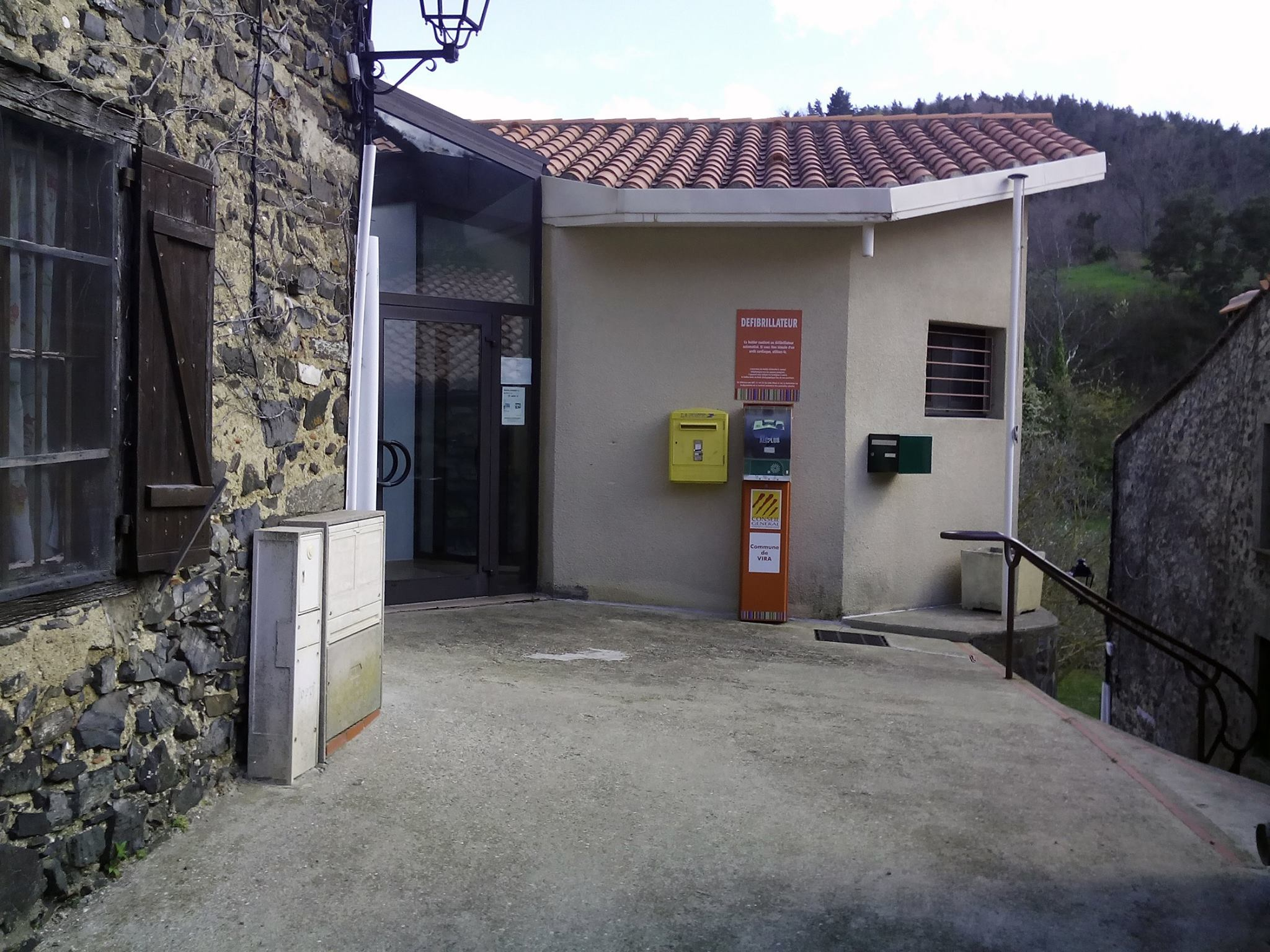
La nouvelle mairie.

### Liste des maires
| Période | Période  | Identité              | Étiquette | Qualité |
| ------- | -------- | --------------------- | --------- | ------- |
| 1936    |          | Étienne Argelès       |           |         |
|         |          |                       |           |         |
| 1960    | 1965     | Émile Ruffat          |           |         |
| 1965    | 1989     | Jean Ruffat           |           |         |
| 1989    | 1996     | Étienne Espinet       |           |         |
| 1996    | 2007     | Maryse Espinet        |           |         |
| 2007    | 2014     | José Vives            |           |         |
| 2014    | 2018     | Jean-Francis Franchet |           |         |
| 2018    | 2020     | Joël Rouch            |           |         |
| 2020    | En cours | Pierre Pineiro        |           |         |

## Population et société

### Démographie ancienne
La population est exprimée en nombre de feux (f) ou d'habitants (H).
| 1693 | 1709 | 1720 | 1774 | 1788  | 1789 | 1790  |
| ---- | ---- | ---- | ---- | ----- | ---- | ----- |
| 19 f | 64 f | 64 f | 24 f | 232 H | 23 f | 136 H |

### Démographie contemporaine
L'évolution du nombre d'habitants est connue à travers les recensements de la population effectués dans la commune depuis 1793. Pour les communes de moins de 10 000 habitants, une enquête de recensement portant sur toute la population est réalisée tous les cinq ans, les populations de référence des années intermédiaires étant quant à elles estimées par interpolation ou extrapolation. Pour la commune, le premier recensement exhaustif entrant dans le cadre du nouveau dispositif a été réalisé en 2007.

En 2022, la commune comptait 28 habitants, en évolution de +3,7 % par rapport à 2016 (Pyrénées-Orientales : +3,92 %, France hors Mayotte : +2,11 %).
| 1793 | 1800 | 1806 | 1821 | 1831 | 1836 | 1841 | 1846 | 1851 |
| ---- | ---- | ---- | ---- | ---- | ---- | ---- | ---- | ---- |
| 113  | 106  | 123  | 153  | 174  | 174  | 158  | 169  | 158  |

| 1856 | 1861 | 1866 | 1872 | 1876 | 1881 | 1886 | 1891 | 1896 |
| ---- | ---- | ---- | ---- | ---- | ---- | ---- | ---- | ---- |
| 156  | 163  | 143  | 143  | 145  | 138  | 138  | 150  | 142  |

| 1901 | 1906 | 1911 | 1921 | 1926 | 1931 | 1936 | 1946 | 1954 |
| ---- | ---- | ---- | ---- | ---- | ---- | ---- | ---- | ---- |
| 136  | 127  | 113  | 88   | 96   | 78   | 91   | 71   | 53   |

| 1962 | 1968 | 1975 | 1982 | 1990 | 1999 | 2006 | 2007 | 2012 |
| ---- | ---- | ---- | ---- | ---- | ---- | ---- | ---- | ---- |
| 35   | 34   | 23   | 42   | 32   | 29   | 33   | 33   | 29   |

| 2017 | 2022 | - | - | - | - | - | - | - |
| ---- | ---- | - | - | - | - | - | - | - |
| 26   | 28   | - | - | - | - | - | - | - |

| selon la population municipale des années : | 1968 | 1975 | 1982 | 1990 | 1999 | 2006 | 2009 | 2013 |
| Rang de la commune dans le département      | 201  | 213  | 189  | 217  | 217  | 219  | 217  | 220  |
| Nombre de communes du département           | 232  | 217  | 220  | 225  | 226  | 226  | 226  | 226  |

### Manifestations culturelles et festivités
- Fête patronale : 14 septembre[39] ;
- Fête communale : 3 mai[39].

## Économie

### Emploi
|                | 2008   | 2013   | 2018   |
| -------------- | ------ | ------ | ------ |
| Commune        | 5,9 %  | 13,3 % | 25 %   |
| Département    | 10,3 % | 12,9 % | 13,3 % |
| France entière | 8,3 %  | 10 %   | 10 %   |

En 2018, la population âgée de 15 à 64 ans s'élève à 12 personnes, parmi lesquelles on compte 58,3 % d'actifs (33,3 % ayant un emploi et 25 % de chômeurs) et 41,7 % d'inactifs,. En  2018, le taux de chômage communal (au sens du recensement) des 15-64 ans est supérieur à celui du département et de la France, alors qu'en 2008 la situation était inverse.
La commune est hors attraction des villes,. Elle ne compte aucun emploi en 2018, contre 5 en 2013 et 8 en 2008. Le nombre d'actifs ayant un emploi résidant dans la commune est de 4, soit un taux d'activité parmi les 15 ans ou plus de 29,2 %.
Sur ces 4 actifs de 15 ans ou plus ayant un emploi, aucun ne travaille dans la commune. Pour se rendre au travail, 50 % des habitants utilisent un véhicule personnel ou de fonction à quatre roues et 50 % s'y rendent en deux-roues, à vélo ou à pied.

### Activités hors agriculture
Deux établissements seulement relevant d’une activité hors champ de l’agriculture sont implantés  à Vira au 31 décembre 2019.

### Agriculture
|               | 1988 | 2000 | 2010 | 2020 |
| ------------- | ---- | ---- | ---- | ---- |
| Exploitations | 4    | 1    | 2    | 1    |
| SAU (ha)      | 25   | 1    | 123  | 39   |

La commune est dans les Fenouillèdes », une petite région agricole occupant le nord-ouest  du département des Pyrénées-Orientales. En 2020, l'orientation technico-économique de l'agriculture  sur la commune est l'élevage d'équidés et/ou d' autres herbivores. Une seule  exploitation agricole ayant son siège dans la commune est recensée lors du recensement agricole de 2020 (quatre en 1988). La superficie agricole utilisée est de 39 ha,,.

## Culture locale et patrimoine

### Monuments et lieux touristiques

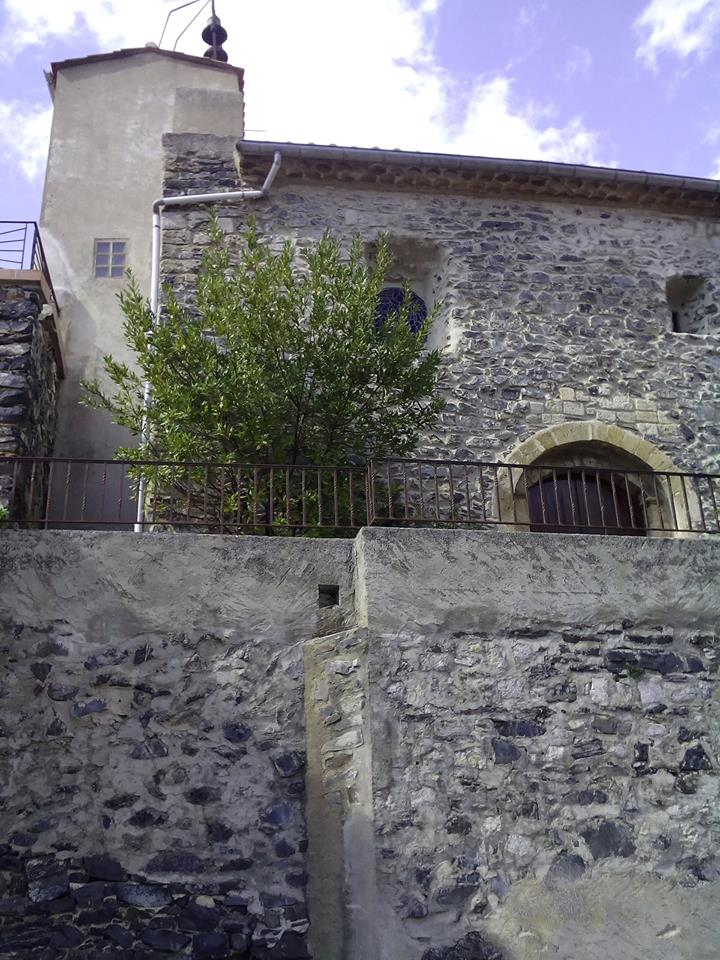
L'église Sainte-Croix.

- L'église romane Sainte-Croix.

### Patrimoine environnemental
- Forêt domaniale de Boucheville[27].

### Héraldique
| Blason de Vira | Blason  | De sinople à un verre d'argent.                  |
| Blason de Vira | Détails | Le statut officiel du blason reste à déterminer. |